# Újezd u Brna
Újezd u Brna település Csehországban, a Brno-vidéki járásban. Újezd u Brna Hostěrádky-Rešov, Šaratice, Otnice, Těšany, Sokolnice, Žatčany és Telnice településekkel határos. Lakosainak száma 3388 fő (2024. január 1.).

## Népesség
A település lakosságának változását az alábbi diagram mutatja:
| Lakosok száma | 1514 | 1829 | 2538 | 2835 | 2666 | 2765 | 3288 | 3368 | 3335 | 3388 |
|               | 1869 | 1890 | 1921 | 1950 | 1980 | 2001 | 2017 | 2019 | 2022 | 2024 |